# Fokker 50
O Fokker F27 Mk. 50, conhecido popularmente como Fokker 50, é uma avião turboélice regional, projetado e construído pela fabricante holandesa Fokker, designado para ser o sucessor do bem sucedido Fokker F27 Friendship. O Fokker 60 é uma versão cargueira alongada do Fokker 50.

## Desenvolvimento
O Fokker 50 foi desenhado após muitas vendas do Fokker F27 Friendship, que vinha sendo produzido desde 1958 e estava caindo em desuso na década de 1980. A direção da Fokker, na pessoa de Frans Swarttouw, decidiu que a aeronave com a aerodinâmica redesenhada e novos aviônicos, derivados de ambos Fokker F27 e Fokker F28 - um jato bimotor de curto alcance para 85 passageiros - levantaria novamente as vendas. O desenho do Fokker 50 iniciou-se em 1983 e seus primeiros clientes foram a VLT e a Ansett Airlines, da Austrália.
A fabricante construiu dois protótipos derivados da estrutura do F27, com o primeiro voo em 28 de dezembro de 1985. A certificação do Fokker 50 pela autoridade de aviação Holandesa RLD foi completada com sucesso em 1987, com a primeira aeronave produzida entregue para a DLT, da Alemanha. A produção se encerrou em 1996, após a Fokker ter sido liquidada, com a última aeronave entregue no ano seguinte.213 unidades foram produzidas.

### Fokker 60
O Fokker 60 é maior em 1,62 metros que o Fokker 50, com um comprimento de 26,87 metros. Este possui uma grande porta para cargas no lado direito, logo atrás da cabine de comando. Apenas 4 aeronaves foram construídas, todas entregues à Força Aérea Holandesa para servir no 334º Esquadrão, baseado no Aeroporto de Eindhoven (EIN/EHEH). Foram utilizados para transportar cargas, equipamentos e soldados, além de paraquedistas. Outros F60 estiveram em construção, mas nunca foram concluídos, devido à falência da Fokker. Dois dos Fokker 60 (U-01 e U-03) foram convertidos em 2005 para Aeronave de Patrulha Marítima (Maritime patrol aircraft) (MPA), como uma solução temporária, enquanto os P-3 Orion da Marinha Holandesa estavam caindo em desuso devido à cortes no orçamento. Ficaram então baseados no Aeroporto Internacional de Hato, até que foram substituídos pelo Bombardier Dash 8, em outubro de 2007. Quando a Força Aérea Holandesa decidiu comprar mais dois C-130 Hercules, os Fokker 60 foram aos poucos sendo colocados em desuso. O último voo de um Fokker 60 foi realizado em novembro de 2006. 

## Design

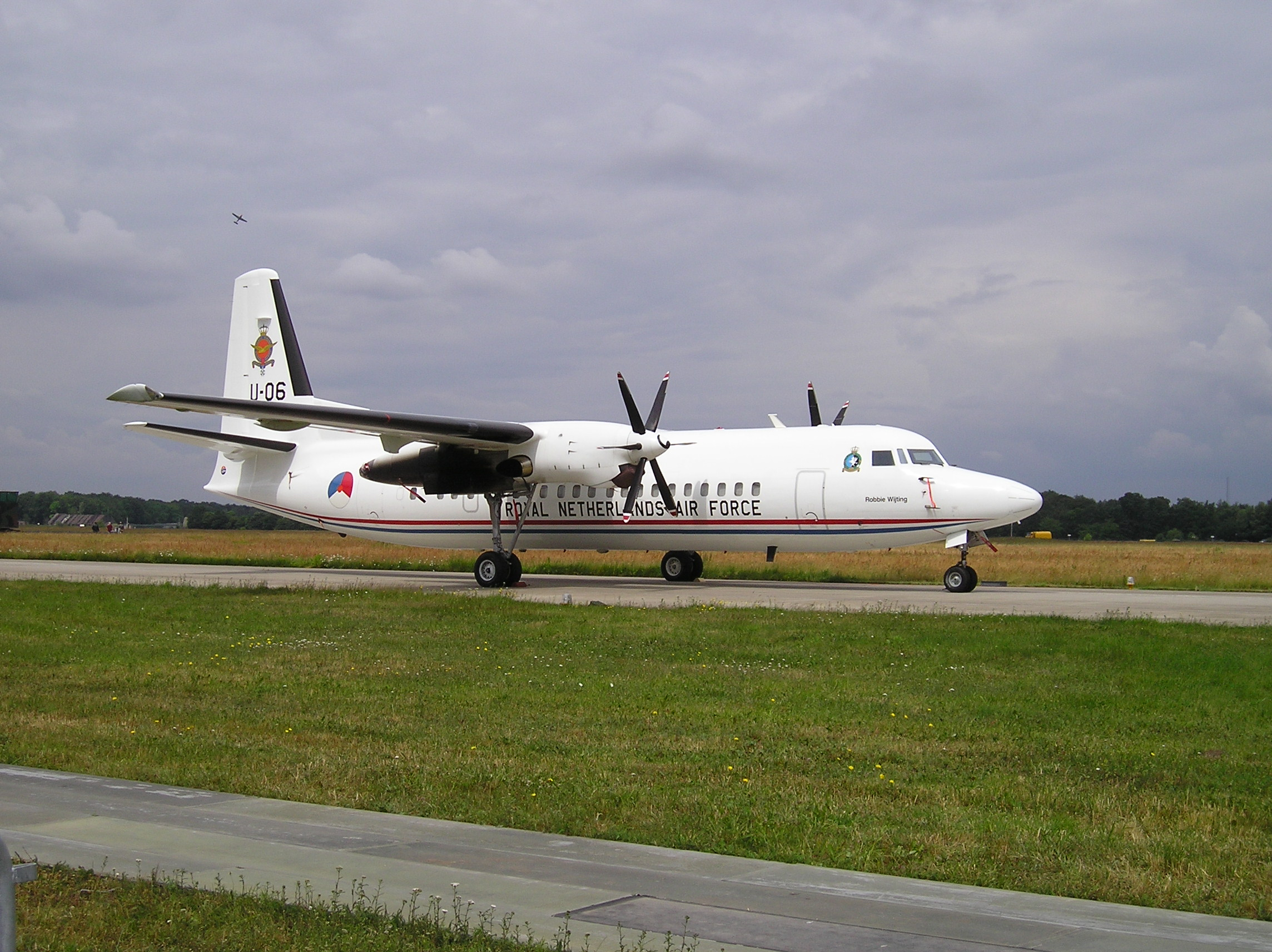
Royal Netherlands Air Force

O Fokker 50 foi baseado na estrutura alongada do F27-500, mas o 50 incluía muitas mudanças relevantes e outras menores.
A construção básica da fuselagem, asas e a empenagem (cauda) continuaram praticamente os mesmos, apesar de terem sido reforçadas em várias seções necessárias. Entretanto, o Fokker 50 pode ser facilmente reconhecido em relação ao F27, possuindo menores e mais janelas, portas diferentes, um trem de pouso do nariz com duas rodas, ailerons modificados e pontas de asa (chamadas de 'foklets' pela Fokker) que agiriam efetivamente como winglets.
A maior modificação no desenho quanto ao Fokker F27 foram os motores, e em equipar a aeronave com um sistema de gerenciamento eletrônico de voo e de motores. O original Rolls-Royce Dart em várias versões variando entre 1.268 a 1.715 kW (1.700 a 2.300 hp) foram substituídos por turbo-hélices mais eficientes em termos de consumo de combustível. Originalmente, os Rolls-Royce RB506 ou Pratt & Whitney Canada PT7-2R de cerca de 2.200 hp eram considerados concorrentes, mas o mais forte Pratt & Whitney Canada PW125 de 1.864 kW (2.500 hp) foi escolhido, utilizando hélices da Dowty Rotol com seis pás.
O Fokker 50 é também conhecido pelo seu conceito de dark cockpit, onde as luzes indicadoras somente acenderiam se algo estivesse errado.
O Fokker 50 pode levar 50 passageiros em uma configuração padrão ou até 58 passageiros em uma configuração de alta densidade. Possuía um alcance de mais de 2.000 km (1.080 nm) em uma velocidade de 530 km/h (286kn), um aumento de 50 km/h (27kn) se comparado ao Fokker F27.

## Variações

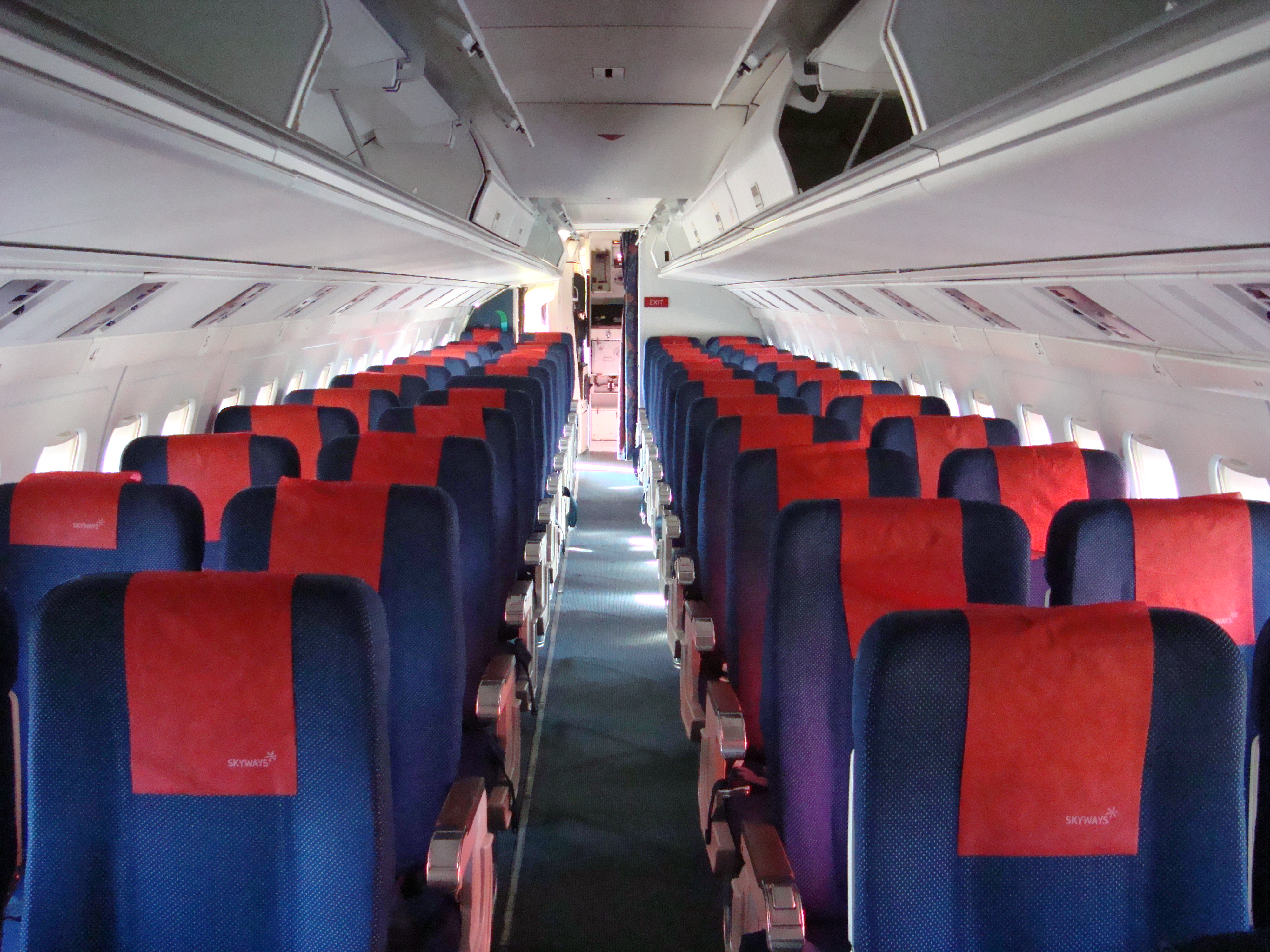
Interior de um Fokker 50 da Skyways Express

### Fokker 50
F27 Mark 050
Vendido como Fokker 50 (ou às vezes referido como Fokker 50-100), baseado no F27 Mark 500 com dois Pratt & Whitney Canada PW125B ou PW127B turbo-hélice com hélices de seis pás, sistemas e aviônicos atualizados, utilização de material composto aumentado, o dobro do número de janelas, e mudança do sistema pneumático para o hidráulico e a adição de um sistema eletrônico de Controle de motor e pás, além do Sistema Eletrônico de Instrumentos de Voo (EFIS) e sistema de alarme integrado.
F27 Mark 0502
Vendido também como Fokker 50, o mesmo que o 050 com um interior modificado e a mudança nas saídas de emergência traseiras, seis foram construídos (duas para a Força Aérea Holandesa, duas para a Força Aérea da Singapura e duas para Brunei).

### Fokker 60
F27 Mark 0604
Vendido como Fokker 60, o mesm que o 0502, com um comprimento da fuselagem aumentado (1,02 metros na frente da asa e 0,80 metros após a asa), peso máximo aumentado e a adição de uma grande porta de carga na parte frontal direita da fuselagem, dois Pratt & Whitney PW127B em cada, com um total de quatro construídos.

## Operadores

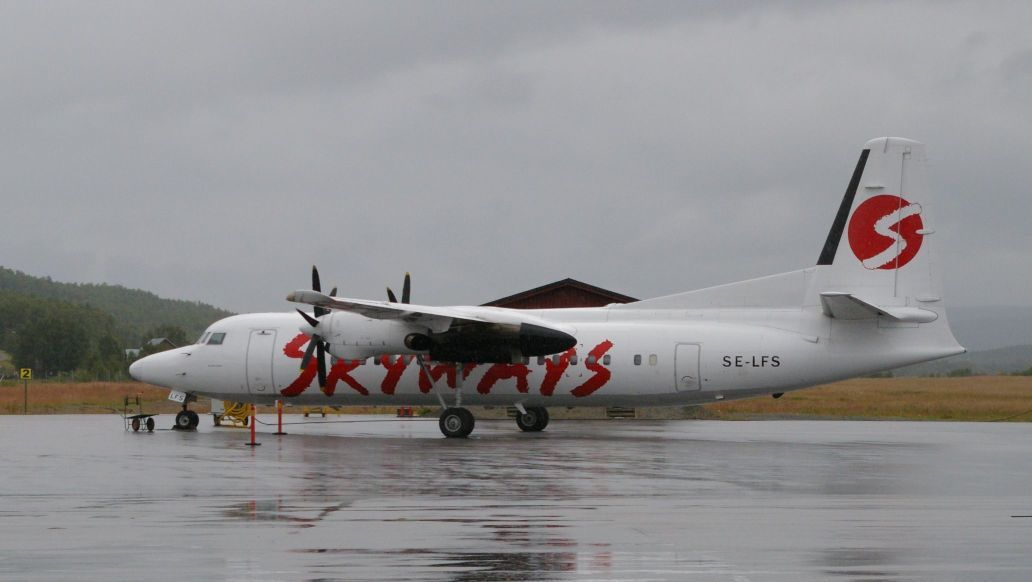
Skyways Express em Hemavan

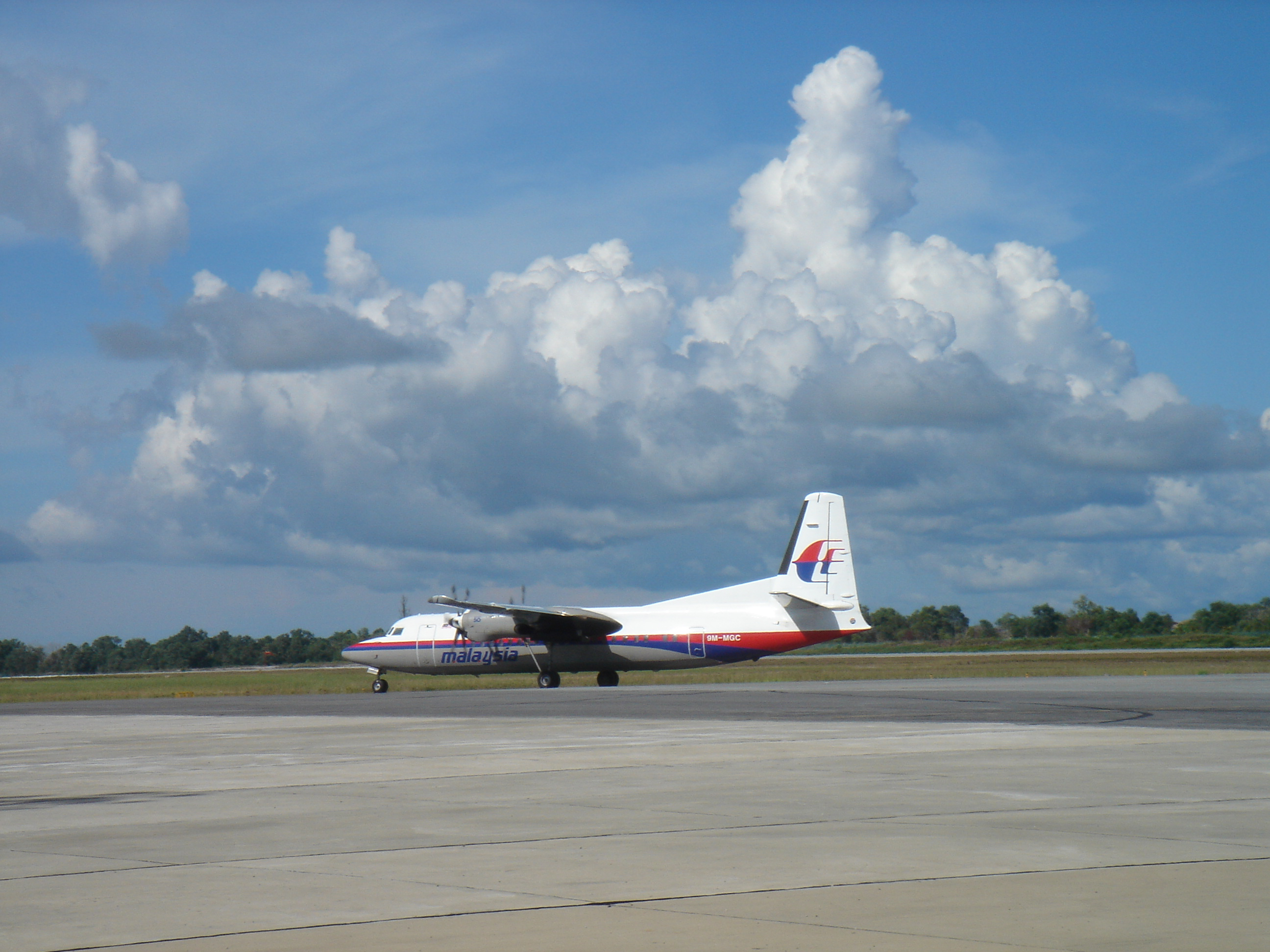
Malaysia Airlines

Em Agosto de 2009, 168 aeronaves ainda estavam sendo utilizados em empresas de transporte aéreo.

### Operadores Civis do Fokker 50
- Aero Condor
- Aero Mongolia
- Air Astana
- Air Baltic
- Air Iceland
- Alliance Airlines
- Amapola Flyg
- Aria Air
- Avianca Brasil
- Blue Bird Aviation
- Cityjet
- Compagnie Africaine D'Aviation
- Denim Air
- Ethiopian Airlines
- Feeder Airlines
- Flyfirefly
- Mid Airlines
- Miniliner
- Nova Airlines
- Palestinian Airlines
- Pakistan International Airlines
- Sonair
- Sudan Airways
- Indonesia Air Transport
- Iranian Air Transport
- Kish Airline
- Riau Airlines
- SAS Norge
- Skyways Express
- Skywest Airlines
- Taftan Air
- VLM Airlines

### Operadores Militares e Governamentais do Fokker 50
Os seguintes governos ou operadores militares voam atuamente o Fokker 50 nas versões passageiro ou cargas:
 Países Baixos
- Royal Netherlands Air Force.

 Taiwan
- Republic of China Air Force - como transporte VIP.

 Singapura
- Republic of Singapore Air Force - Como uma aeronave utilitária de transporte (UTA) e Patrulha Marítima (MPA).

### Operadores Iniciais
Malásia
- Firefly
- FlyAsianXpress
- Malaysia Airlines
- MASwings

 Estónia
- Estonian Air

 Luxemburgo
- Luxair

 Áustria
- Austrian Airlines

 Alemanha
- Lufthansa CityLine
- Contact Air

 Países Baixos
- KLM Cityhopper

 Noruega
- Norwegian Air Shuttle

 Filipinas
- Philippine Airlines

 Nigéria
- Virgin Nigeria Airways

 Taiwan
- Mandarin Airlines

 Brasil
- Rio Sul Serviços Aéreos Regionais
- TAM Linhas Aéreas
- Varig Nordeste

### Operadores do Fokker 60
Peru
- Peruvian Naval Aviation - 2 aeronaves de Patrulha Marítima (MPA) adquiridos da Holanda em 23 de Fevereiro de 2010.[4].

### Operadores Iniciais do Fokker 60
Países Baixos
- Royal Netherlands Air Force - utilizaram 2 modelos (UTA) e 2 de Patrulha Marítima (MPA) até 2006. As aeronaves de modelo UTA estão atualmente armazenadas.

## Especificações

### Fokker 50 série 100
- Tripulantes: 2 (piloto & co-piloto)
- Capacidade: 50 a 58 passageiros
- Comprimento: 25,25 m
- Envergadura: 29,00 m
- Altura: 8,32 m
- Área da asa: 70,0 m²
- Peso Básico: 12.250 kg
- Peso Máximo Zero Combustível: 18.600 kg
- Peso Máximo de Decolagem: 20.820 kg
- Motorização: Pratt & Whitney Canada PW125B
- Tipo: Turbo-hélice
- Número de Hélices: 2
- Potência: 1.687 kW
- Velocidade Máxima de Cruzeiro: 632 km/h (287 kn)
- Velocidade de Cruzeiro: 453 km/h (245 kn)
- Velocidade de estol: 139 km/h, 75 knots (KIAS) (max. takeoff weight, Flaps 35º)
- Alcance: 2.055 km
- Teto Máximo Operacional: 7.620 m (25.000 ft)
- Armamento: Mísseis AGM-84D Harpoon, torpedos, sistemas sonares e radares (Fokker 50 da Republic of Singapore Air Force)

### Fokker 60
- Tripulantes: 2 (piloto & co-piloto)
- Comprimento: 26,87 m
- Envergadura: 29,00 m
- Altura: 8,32 m
- Área da Asa: 70.0 m²
- Peso Máximo de Decolagem: 22,950 kg
- Motorização: Pratt & Whitney Canada PW127B
- Tipo: Turbo-hélice
- Número de Hélices: 2
- Potência: 1.953 kW
- Velocidade Máxima de Cruzeiro: 632 km/h (287 kn)

### Desenvolvimentos Relacionados
- Fokker F27
- Fokker F28
- Fokker 70
- Fokker 100
- Fairchild Hiller FH-227

### Aeronaves Similares
- Antonov An-140
- ATR-42 and ATR-72
- CASA CN-235 and EADS CASA C-295
- de Havilland Canada Dash 8
- Embraer EMB-120 Brasília
- Fairchild-Dornier 328
- Ilyushin Il-114
- Saab 2000 and Saab 340
- Xian MA60/Xian Y-7/Antonov An-24